# Roderick Prater
Roderik Prater (1. října 1981) je americký basketbalista hrající českou Národní basketbalovou ligu za Brněnský basketbalový klub. Hraje na pozici rozehrávače.
Je vysoký 183 cm, váží 95 kg.

## Kariéra v NBL
- 2006 - 2007 : Brněnský basketbalový klub

## Statistiky
| Sezóna   | Soutěž      | Odehrané minuty | Průměr na zápas | Body | Průměr na zápas |
| -------- | ----------- | --------------- | --------------- | ---- | --------------- |
| 2006/07* | Mattoni NBL | 568.9           | 29.9            | 251  | 13.2            |

 *Rozehraná sezóna - údaje k 20.1.2007 